# Cmentarz żydowski we Frydku-Mistku
Cmentarz żydowski we Frydku-Mistku, w Czechach – został założony w 1882 roku we Frydku.
W okresie Protektoratu Czech i Moraw został skonfiskowany przez nazistów. W czasach komunistycznych cmentarz uległ znacznej dewastacji, a dom przedpogrzebowy przekazano do celów kultowych Adwentystom Dnia Siódmego. W 1998 roku został zdewastowany przez wandali, ale odnowiono go w 2004 roku.